# 드래곤 라자
《드래곤 라자》(Dragon Raja)는 이영도의 판타지 소설이다. 작가의 첫 장편소설로 총 15장으로 이루어져 있다. 전설의 생물 드래곤과 주인공인 후치를 중심으로 벌어지는 모험담을 담았다. 1997년 10월부터 하이텔의 창작연재란을 통해서 1998년 4월까지 6개월 간 연재됐다. PC통신을 통해서 큰 인기를 얻자 황금가지 출판사를 통해서 12권의 단행본이 출판되었다. 약자는 주로 'D/R' 또는 '드라'를 쓴다. 배경을 같이하는 후속작으로 퓨쳐 워커·그림자 자국이 있다.
머드 게임인 드래곤 라자 온라인으로도 만들어졌고, KBS에서 판타지 특급을 통하여 라디오극화되었다. 머그 게임과 원 소설은 대만과 일본에 수출되기도 하였다. 태성출판사가 2004년 발간한 고등학교 문학 교과서에는 드래곤 라자의 끝부분이 수록되어 있다. 2000년 손봉규가 그림을 그려 만화책으로 출판되기 시작해 2004년 만화책이 완결되었다.

## 소설

### 작품 개요
바이서스가(家)가 통치하는 바이서스의 웨스트 그레이드 지방 헬턴트 영지에 가까운 회색산맥에는 많은 몬스터와 더불어 '석양의 감시자' 아무르타트가 거주하고 있기 때문에 다른 지역보다 유달리 몬스터의 기세가 등등하여 단 하루도 편할 날이 없다. 헬턴트 영주는 수차례 토벌군을 꾸려 정벌을 시도하지만 번번이 실패하고, 결국에는 왕실의 드래곤인 '캇셀프라임'과 그의 드래곤라자 '디트리히 할슈타일'을 주축으로한 '제9차 아무르타트 정벌군'이 도착하면서 아무르타트에게 향하지만 결국 패배하고, 포로가 돼버린다. 아무르타트는 포로를 풀어주기 위해선 몸값 10만 셀을 가져오라하고, 헬턴트 영지의 '샌슨 퍼시발' 같은 마을의 초장이 후보 '후치 네드발' 헬턴트 영주의 이복동생인 '칼 헬턴트'는 몸값을 마련하기 위해 바이서스 왕궁으로 향하던 중, 여도둑 트라이던트의 '네리아' 와 엘프 '이루릴 세레니얼', 마법사 '아프나이델', 드워프 노커 '엑셀핸드 아인델프', 자이펀의 간첩 '운차이 발탄', 폐태자 '길시언 바이서스' 등과 동료가 되어 '할슈타일 후작'에 맞서 바이서스를 구하기 위해 여행을 계속한다.

### 반응
이 글이 발표됨으로써 한국에 본격적인 판타지의 붐이 일어났으며, 더불어 이 작품을 필두로 통신상에서 연재되던 글이 높은 조회수를 기반으로 출판되는 현상을 낳았다. 이른바 “통신문학”이라는 장르가 개척되는 데 선두주자가 되었다. 다만 던전 앤 드래곤 시리즈의 일부 설정을 도용했다는 문제점이 있다. 작가가 가장 평범한 마법 이름을 사용하기 위해 D&D의 주문이나 아이템 등의 이름이 저작권법으로 보호받는 고유명사인 것을 간과하고 그대로 차용한 것이 발단이었다. 이후 10주년 기념판에서는 D&D의 오픈 게이밍 라이센스(OGL)를 달아놨다. 물론 이런 조치가 초반의 도용 사실에 소급 적용되어 무마되는 것은 아니다.

### 등장인물

#### 인간
- 후치 네드발: 주체 시점 서술자. 헬턴트 초장이 네드발의 아들. 헬턴트 영지의 초장이 후보. 헬턴트 영지 내에서 '레이디 제미니의 나이트'로 통한다. 작가 이영도에 의하면 "후안무치[厚顔無恥]([명사] 뻔뻔스러워 부끄러움이 없음.)"에서 파생된 이름이라고 한다. 대(對) 몬스터 마을 수비 도중 미노타우르스가 타이번 에게 날린 배틀엑스를 쳐냄으로써 타이번 하이시커의 생명을 구한 대가로 받은 '오거 파워 건틀릿(OPG)'를 소유하여 오거와 맞먹는 괴력을 발휘하며, 그에 따라 오크들에게 '괴물 초장이'라고도 불린다. 아무르타트 원정군에 참여했다가 포로가된 아버지를 위해 송환금을 준비하러 헬턴트 사절단에 참여하게 된다. 전체 일행 내에서는 주로 무력 행사 부문보다 인간적인 갈등 해결 부문에서 그 주된 능력을 발휘한다. 아버지에게 물려받은 것으로 추정(?)되는 언변능력은 소설내에서 언제든지 관찰이 가능하다. 마지막 부분에는 처음과 비교될 정도로 지나치리만큼 뛰어난 지적 능력을 행사하는 어색한 면모를 보이기도 하지만, 전체적으로는 발랄한 개구쟁이 17세 소년. 주점 집 아주머니 해너에게서 받은 바스타드 소드를 주무기로 사용하며, 제미니라고 이름붙인 말을 타고 다니나 오크에 의해 잃고 난 뒤 길시언의 선더라이더를 유품으로 받게 된다.
- 제미니 스마인타그: 헬턴트 영지 숲지기의 딸. 후치와는 소꿉친구로 공공연한 애인 관계이며, 주로 후치를 쥐고 흔드는 쪽이다. 후치 아버지의 증언에 따르면, 후치는 제미니 때문에 '다리가 두 번 부러지고, 팔을 한 번, 그리고 콧등이 왕창 벗겨진 적도 있었고 물구덩이에 빠져서 감기에 걸린 것은 셀 수도 없다'고 한다. 숲지기의 딸인 주제에 해만 떨어지면 절대로 밖에 못 나갈 정도로 겁쟁이지만, 취하기만 하면 가공할 만한 위력의 매력적인(?) 웃음소리를 선사하는 고약한 술버릇을 가지고있다. 그녀의 대책 없는 울음은 후치를 굴복시키는 주 무기. 전체적으로는 후치를 상대할 만큼 발랄한 성격의 17세 소녀로서, 앞뒤 없는 순진무쌍의 결정체.
- 샌슨 퍼시발: 헬턴트 영지의 경비대장. 물레방앗간 아가씨와의 열애중이라는 소문이 따라다닌다. 제9차 아무르타트 원정군에 참가했다가 구사일생으로 살아나고, 헬턴트 영주 대리인 칼을 호위하기 위해 사절단에 참여한다. 실전으로 다져진 검술능력과 그와 상응하는 대단한 식성은 후치에게 오거라고 놀림받는 주요 원인이 된다. 정의감 넘치고 순박한 시골 27세 청년으로 10년 터울인 후치와 절친한 친구다. 길시언 사후 얻게 된 프림 블레이드로 인해 후일(퓨처 워커에서) 현명하고 언변이 뛰어난 기사로 둔갑. 현재는 프림 블레이드를 사용하고 있으나, 과거에는 은도금 롱 소드를 무기로 사용했으며, 말 슈팅스타를 타고 다닌다. 명언은 '저와 말이 후치를 타면 됩니다'이다.
- 칼 헬턴트: 자칭 독서가, 타칭 독설가. 헬턴트 영주의 이복동생이다. 젊은 시절에 대륙 곳곳에 모험을 하고 다녔다고 한다. 방대한 양의 독서를 바탕으로 뛰어난 지적능력을 지니고있으며, 그룹의 리더 역할을 톡톡히 한다. 활 솜씨 역시 수준급이여서 길시언 바이서스에게 '우타크의 후예'라는 소리도 듣게 된다. 펠레일의 정보를 기초로 한 그의 현명한 대(對) 자이펀 전략은 국왕까지도 감동시켜 '현명함의 기사'라는 칭호를 부여받게 되며, 후일 길시언이 사망 시에 유언으로 칼에게 바이서스를 부탁, 그의 평생을 정치가로서 바이서스를 지고 가도록 매어놓는다. 장궁 롱 보우를 무기로 사용하며, 말 트레일을 타고 다닌다. 속편인 그림자 자국에서는 천 년이 지났음에도 그 명성이 퇴색되지 않는 대현자로 곳곳에 전해지게 된다.
- 길시언 바이서스 : 바이서스의 폐태자로 국왕의 친형. 역마살 때문에 자유와 방랑을 사랑하나 동시에 국가의 운명에 대한 책임감을 가지고 있다. 많은사람들은 '천방지축 왕자'라고 하여 왕위를 이을 사람이 아니라고 평가했지만, 실제 모험내 에선 왕자다운 용맹한 풍모를 보여 후치에게서는 '나의 왕', 레티의 프리스트들에게는 '왕이 되셨어야 할 분'이라는 평가를 받는다. 후에 갈색 산맥에서 할슈타일 후작을 따르는 레티의 프리스트들에게 죽임을 당한다. 마지막 순간 후치에게는 자신의 애마인 선더라이더를, 샌슨에게는 프림 블레이드를, 칼에게는 그의 평생을 바이서스에 옭아 매는 부탁을 남긴다. 스스로의 자아와 의지를 지닌 에고 소드(Ego Sword) '프림 블레이드'를 무기로 사용하며, 리치몬드에 의해 저주받은 황소로 변한 노스 그레이드의 명마 썬더라이더를 타고 다닌다. 수다스러운 프림블레이드 때문에 항상 말실수를 하지만, 중요한 순간에는 휼륭한 언변을 뽐내는 데 도움을 주기도 한다.
- 닐시언 바이서스: 현 바이서스 국왕. 책임감과 진지함은 있으나, 최일선에 나서야 하는 정치가로는 적합하지는 않는 인물. 어린 시절부터 책이란 책은 엄청나게 읽어댔으며, 태자였던 길시언이 궁성을 뛰쳐나가 폐태자가 된 이후 새로 태자에 추대되어 왕위로 이어졌다. 단순히 호의를 베풀었을 뿐인데, 한쪽 면만 보고 그 이면을 예상치 못한 나머지 칼로부터 욕도 한 바가지 얻어먹는 임금님. 그 일에 칼의 추측대로 숨은 의도가 있었는지는 확실치 않다.
- 데밀레노스 바이서스: 데미 공주. 바이서스의 공주로 국왕의 누이동생. 아샤스의 재가 프리스티스. 자이펀과의 전쟁 때문에 헤게모니아로 정략결혼을 갈 뻔 했으나, 칼의 또 다른 대 자이펀 전략을 닐시언 왕에게 조언함에 따라 궁성에 남게 되었다. 권위와 예절에 얽매이지 않는 성격이라 정원 가꾸기가 취미이자 특기이며, 퓨처 워커에서 짓밟힌 꽃을 되살려 낼 만큼 '진짜 정원사'인 아가씨.
- 운차이 발탄: 닐림의 날개 소속의 자이펀 간첩이다. 칼라일 영지에서 '세이크럴라이제이션' 실험을 하다가 생포되어 후치 일행에게 바이서스 임펠로 후송된 후 전향한 스파이이다. 숙련된 간첩으로서 타국의 언어에도 능수능란하다. 수준급의 검술 실력과 더불어 냉정, 침착한 성격으로 일행의 '칼잡이' 역할을 톡톡히 해낸다. 극한의 상황인 사막에서 자란 다른 자이펀인들처럼, 운차이 역시 정신적인 경지도 상당해 눈을 통한 '살기'를 다룰 수 있다. 덕분에 오크들 사이에서 '괴물 눈알'이라고도 불린다. 여성과는 직접 말하지 않는 풍습을 지닌 자이펀 출신임에도 후일 네리아와도 이야기 할 만큼 발전(?)-변화한다. 그의 성은 드래곤 라자에서 밝혀지지 않았으며, 퓨쳐 워커에서 그의 사촌 형과 관련된 이야기에 등장한다. 드래곤 라자의 시대로부터 천년에 가까운 시간이 흐른 후의 이야기를 다룬 후속편인 '그림자 자국'에 그가 바이서스 서쪽에 '발탄국'을 세운 시조임이 암시되어 있다.
- 네리아: 고아 출신의 도적으로 자칭 '범죄에 속할 만큼 아름다운 나이트호크. '트라이던트의 네리아'로 잘 알려져 있다. 이라무스 다리에서 지나가는 사람들에게 억지로 통행세를 뜯어내다가 후치 일행에게 걸린 후 동행하게 된다. 무척 활달하며 당찬 여자인 척 하지만 실제론 슬픈 과거와 여린 마음을 가진 측은한 여자이다. 천둥 번개와 등 뒤에서 말하는 사람을 몹시 싫어한다. 삼지창 트라이던트를 상징적인 무기로 사용하며, 흑마 에보니 나이트호크를 타고 다닌다. 고아임에 따라 성은 아직 밝혀지지않았다. 앞으로 밝혀질 예정도, 밝혀질 기미도 보이지 않는다.
- 아프나이델: 주인공에 의한 개과천선형 캐릭터. 바이서스의 '빛의 탑' 소속의 클래스 3의 익스퍼트 초보 마법사. 궁정 마법사 조나단 아프나이델의 제자. 처음에는 레너스 시의 실리키안 가짜 남작 비호 아래 사기꾼 대마법사로 일행과 적대관계였지만 후에 개과천선하고 엑셀핸드와 함께 일행과 합류한다. 시기적절한 마법사용으로 후치에게 '톱메이지'라는 칭호를 선사받는다. 천년 뒤인 그림자 자국의 세계에서는 핸드레이크나 솔로처에 비견될 대마법사로 전해지게 되며, 영원의 숲에서 일어나는 망각의 분열을 연구해 당사자의 모든 것을 없었던 것으로 돌려버리는 '그림자 지우개'라는 가공할 무기를 만들고는 그 위력에 놀라 자신의 9층탑에 가둠으로써 영원의 시간에 흘려보내는 방식으로 '지워버리려' 한다. 그림자 자국에 나오는 이루릴의 평가에 따르자면 '끝까지 책임을 질 줄 아는' 마법사. 자신의 스승을 따라 작명했으며, 본명은 전해지지 않는다. 패밀리어로 박쥐 '이루릴'을 데리고 다녔으나, 바이서스 임펠에서의 넥슨과의 전투에서 잃게 된다. 말 세레니얼을 타고 다닌다.
- 제레인트 침버: 갈림길과 호빗의 신인 테페리의 성직자. 타칭 '테페리의 불행'. 지나칠정도로 활달한 성격으로 가끔 성직자라는 사실을 망각시키게 하지만 일행의 분위기 메이커로서의 역할을 톡톡히 한다. 프리스트로 갈림길의 권능을 지닌 덕택에 갈림길에서는 완벽한 찍기 실력을 보여주지만, 테페리가 일행이 아닌 제레인트 자신만을 위한 길을 선택하게 되어 일행을 잘못된 길로 인도할 수 있을지도 모른다는 불안감을 가지고 있다. 대 미궁에서 넥슨 휴리첼이 던진 대거를 맞고 구덩이로 빠지지만, 드래곤 로드의 치료로 부활하여 일행과 다시 합류한다. 후치가 모델이 된 듯한 '소년 초장이 탐정 소설'을 저작으로 남긴 듯하며, 그 소설은 후일 그림자 자국에서 등장하여 또 한 위치를 차지하게 된다. 퓨처 워커에서 말 '후치'를 타고 다닌다.
- 루트에리노 바이서스: 바이서스 왕국의 건국 시조. 300년 전 대마법사 핸드레이크와 손을 잡고 드래곤 로드를 물리쳐 나라를 건국함으로써 바이서스뿐만 아니라 전 대륙에서 전설적인 인물로 칭송된다. 제로딘, 우타크, 차넬, 일스, 캄드리 등 여덟 명의 기사를 가장 총애하는 부하로 거느려, 그들을 '여덟 별의 추구자'라 이름 붙였으나 후세에는 '루트에리노의 여덟 별'으로 와전된다. 다레니안의 조력 하에 여덟 자유민의 운명을 결정하는 여덟 별이라 불리는 8개의 보석 중 드래곤의 별을 제외한 일곱 별을 파괴하여 핸드레이크의 분노를 산다.
- 핸드레이크 휴리첼 : 대륙 역사상 인간으로서 가장 뛰어난 마법의 경지로 오른 소위 '대마법사'로 클래스 9의 마스터. 루트에리노 왕이 자신의 숙원을 이루어 줄 수 있을 것으로 여겨 그의 야망 성취에 협조하지만, 결국 루트에리노가 일곱 개의 별을 파괴하면서 배신당하고 등을 돌린다. 후일 많은 수의 제자를 두고, 그중 뱀파이어 여인인 시오네 역시 제자로 받아들이나 시오네는 그를 이빨로 물어 자신과 같은 종족으로 만든다. 뱀파이어가 된 뒤에는 '타이번 하이시커(High seeker: 높이 보는 자)'라는 이름으로 세상을 방랑하며, 12인의 다리를 건설하고 트롤인 에델린에게 이성의 물꼬를 틔워주고 에델브로이의 신전에 맡기는 등 다양한 형태의 흔적을 남긴다. 마력으로 낮을 활보하는 그 부작용으로 시력을 잃어 장님이 되었으며, 몸에는 장님이 되어 볼 수 없어진 마법서의 대용으로 쓰이는 헤게모니아 무녀들의 문신을 잔뜩 하고 다닌다. 드래곤 라자인 레니를 델하파의 펍 '웨일즈 본야드'에 맡긴 것도 그. 소설 초반 헬턴트에 나타나 후치에게 OPG를 줌으로 온갖 사건의 근본적인 원인이 되기도 한다. 국왕마저도 함부로 못 마신다는 최고급 와인인 '뮤러카인 사보네'를 즐기며, 제미니에게 이 술을 접하게 해주는 원흉.
- 할슈타일 공: 소설 마지막 부분에 잠깐나오며 대미궁에서 핸드레이크 휴리첼을 드래곤 로드에게 안내하는 역할을 맡는다. 그 일로 인해 그는 최초의 드래곤 라자가 된다. 그전 루트에리노 대왕에 의해 상처입은 드래곤 로드를 북방의 그의 영지로 데리고 간 것도 그이다.
- 할슈타일 후작: 300년에 걸쳐 드래곤 라자를 대대로 배출한 할슈타일 후작가의 지도자. 자기 가문의 번영과 영광을 위해서라면 살인, 협박, 사기, 반역 등 어떠한 행위라도 반드시 해내고 마는 대표적인 악역. 드래곤 라자가 배출되는 300년이 지나면서 교배(?)를 통해 '라자의 혈통'을 만들어내려 하는데, 드래곤 라자 중 레니는 그의 친딸이며, 디트리히와 돌맨은 양아들이다. 훗날 레티의 프리스트를 이끌고 길시언의 죽음을 주도한다.
- 무지개의 솔로처: 대마법사 핸드레이크의 제자로 클래스 9의 익스퍼트. 퓨쳐 워커에서 시간이 느려지는 일로 천공의 3기사와 함께 부활하며, 켄턴 시에서 100명의 데스나이트를 막아내고 사라져 버린다.
- 로넨 휴리첼: 넥슨 휴리첼의 아버지로 백작이다.  휴리첼 가문의 명예를 되찾기 위해 캇셀프라임을 호위 임무를 띄고 아무르타르 정벌군에 참여한다.

#### 드래곤 라자
- 디트리히 할슈타일 : 여섯 살 난 소년으로 화이트 드래곤 캇셀프라임의 라자. 캇셀프라임과 매우 친밀한 관계를 유지했으며, 그가 살해당한 뒤 그 충격을 얼마 버티지 못하고 죽는다.
- 돌맨 할슈타일 : 열다섯 살 난 소년으로 블루 드래곤 지골레이드의 라자. 자질은 매우 약한 편이며, 지골레이드의 지속적인 요청에 따라 그와 헤어진다.
- 카뮤 휴리첼 : 이그누스 드래곤 크라드메서의 라자였다. 아멘가드 휴리첼과 간통하던 도중 발각되어 살해당한다. 크라드메서는 그의 죽음에 따른 상실을 견디지 못해 심한 행패를 부렸고, 그 결과 바이서스 왕국의 절반을 쑥밭으로 만들었다.
- 넥슨 휴리첼 : 로넨 휴리첼의 아들이며, 카뮤 휴리첼의 조카로 크라드메서의 라자가 된다. 에델브로이의 재가 프리스트. 자신의 가문을 말살시킨 할슈타일 후작과 왕실에 대해 뿌리 깊은 적개심을 가지고 있으며, 반란을 일으켜 자신이 왕이 될 것을 시도하지만 끝내 발각되어 실패한다. 그렇게 해서 지위를 잃고, 숲에서 발생한 자기 분열로 기억의 5분의 3을 잃고, 부하를 잃고, 라자가 됨으로써 자신을 잃고, 나중에는 시오네에 의해 비참하게 살해당하여 생명까지 잃는 가엾은 인간.
- 레니 할슈타일 : 열일곱 살 난 소녀로 블루 드래곤 지골레이드의 라자가 된다. 할슈타일 후작의 친딸이나 갓난아기 때 버림받고 일스의 바닷가에 위치한 한 여관에서 길러지며, 그 여관의 주인인 그레이든을 아버지로 사랑한다. 라자로서 드래곤들에 대해 깊은 친밀감과 함께 동정심을 지닌 소녀.

#### 엘프
- 이루릴 세레니얼 :  드래곤 라자에 직접 등장하는 유일한 엘프. 나이는 약 120세('그림자 자국'에서는 1000세 내외)로, 마법, 정령술, 검술 등에 능통한데다 아름답기까지 한 팔방미인이다. 조화와 유피넬의 자식임에 따라 유피넬과 헬카네스의 관심을 두루 받는 인간을 이해하는 관점에서 다소 맹한 부분이 많다. 극도로 조화된 엘프들의 사회가 도리어 엘프 사회를 위협하자 '클래스 10급'의 마법인 '세계창조'를 습득하려 핸드레이크를 찾아다닌다. 망고슈와 에스터크, 컴포짓 보우를 무기로 사용하며, 말 래셔널 셀렉션을 타고 다닌다. 후속작 퓨처 워커와 그림자 자국에서 재등장한다.

#### 드워프
- 엑셀핸드 아인델프 : 드워프족의 노커. 드워프답게 자존심이 강하고 호탕하며 불처럼 급한 성격을 지녔다. 갈색산맥에서 드래곤 '크라드메서'의 웨이크닝으로 광물의 공급이 곤란해짐에 따라 바이서스 임펠로 드워프들의 대표로서 모험을 떠나고 후치 일행에 합류하게 된다. 후치 일행에 속한 탓에 급박한 상황이 자주 일어남에 따라 말을 타지 않으면 안되는 불가피한 상황이 여러 번 벌어지기 때문에 드워프로서는 드물게 말위에 얹혀(?) 다닌다. 배틀 엑스를 무기로 사용한다.
- 바일하프 크루겐: 드워프족의 히터. 액셀핸드와는 아웅다웅하는 친구 사이.

#### 하플링
- 듀칸 버터핑거 : 레너스 시에서 활동하는 도적. 엑셀핸드의 주선으로 실리키안 남작과의 갈등으로 감옥에 수감된 후치 일행의 탈옥을 돕는다. 빈집털이 전문범으로서 자칭 '소유권 이전 전문가'라 부른다.

#### 페어리
- 페어리퀸 다레니안 : 페어리들의 여왕. 레브네인 호수 아래에 은거하며, 그 곳을 지나가는 자는 누구든지 그녀에게 예를 표하고 통행 허가를 구해야만 한다. 보통 페어리들과 다름없이 그 크기가 매우 작으며, 드래곤 로드의 저주로 인해 날개를 소실한 상태이다. 대마법사 핸드레이크의 연인이나 그의 야망을 방해한 죄책감으로 이별하여 300년을 홀로 지낸다.

#### 오크
- 여행 전반에 후치일행을 따라다니는 오크일행 - 갈색산맥 휴다인 계곡에서 상인을 살인한 대가로 후치일행에 대한 보복을 받은 오크들이 '오크와 복수의 화렌차의 이름'으로 후치 일행의 여행을 계속 방해하는 역할을 한다. 오크 특유의 기분나쁜 '취익-'소리와 초록색 피부를 지니고있고, 머리가 나빠 인간 기술자들을 납치해 와 그들이 만든 것들을 사용한다. 칸 아디움 공성전에서 야습을 시도하다 거의 전멸할뻔했지만 후에 후치에게 소 400마리를 대가로 받고 화해한다.
- 아그쉬 - 칸 아디움 공성전에서 아프나이델의 마법 '메이저 이미지'로 나타난 지골레이드를 간파하여 환상을 없애고, 후치의 말 '제미니'를 글레이브를 던져 죽이고 잡아먹는다. '앞을 보지만 뒤를 생각한다.'를 특이하게 해석한 오크.

#### 드래곤
- 블랙 드래곤 아무르타트 : 헬턴트의 골짜기에 살며 사람들을 괴롭히는 심각한 골칫거리. 수많은 사람들을 죽였고 헬턴트의 발전을 지속적으로 가로막았지만, 결국 후치와의 대화 이후 그의 요청을 받고 혼자서 마을을 떠난다. 별명은 석양의 감시자. 그녀가 서쪽으로 떠난 후 서부개척이 이루어졌고 이는 발탄의 건국을 가능케 했다고 그림자 자국에서 나와 있다.
- 화이트 드래곤 캇셀프라임 : 디트리히 할슈타일을 라자로 가진 채 국왕의 명령에 따라 아무르타트를 토벌하기 위해 헬턴트에 파견된다. 아무르타트와의 직접 싸움 중 져서 살해당한다.
- 블루 드래곤 지골레이드 : 돌맨 할슈타일을 라자로 가진 채 자이펀과의 전쟁에 무기로 동원된다. 그러나 그 자신은 싸우는 것을 싫어했으며, 자식인 해츨링이 생긴 뒤에는 전쟁터를 떠나 양육에만 전념하고 싶다는 깊은 욕망을 표출하기 시작한다. 결국 라자의 허락을 받고 떠날 수 있었지만 해츨링은 마법사 리치몬드에 의해 죽임을 당하고, 긴 추적 끝에 원수를 찾아내어 복수에 성공한다. 복수가 끝난 뒤에는 크라드메서를 죽여 바이서스를 구원하며, 레니 할슈타일을 라자로 받아들인 뒤 일스로 함께 가서 그곳에 거주한다.
- 골드 드래곤 드래곤 로드 : 카르 앤 드래고니안, 일명 대미궁의 밑바닥에 은밀히 거주하고 있는 위대한 드래곤. 세상의 모든 것을 초월한 자로서 후치 일행에게 철학적인 논제를 던진다.
- 크림슨(이그누스) 드래곤 크라드메서 : 카뮤 휴리첼을 라자로 가졌으나, 그를 잃은 뒤 슬픔에 미쳐 날뛰다가 갈색 산맥 속에서 동면에 들어간다. 인간과 인간의 사회에 대한 애정을 지니고 있으며 언제나 선과 악의 중용에 선 평정을 추구한다. 동면에서 깨어난 뒤에는 인간사에 관여하기 싫어하여 라자의 소유를 거부하지만, 결국 옛 라자의 조카인 넥슨 휴리첼을 자신의 짝으로 받아들인다. 넥슨이 비참하게 살해당한 뒤에는 더 이상 자기 분열과 상실을 견디지 못해 자살한다.
- 골드 드래곤 아일페사스 : 드래곤 로드의 친딸로 아직 어린 해츨링. 자칭 '전능한 드래곤의 하나뿐인 지배자 드래곤 로드의 이름을 계승하는 자, '카르 엔 드래고니안'의 두 번째 목소리이자 드래곤들의 첫 번째 목소리, 드래곤의 별의 보호자, 드래곤 로드의 딸' 아일페사스. 드래곤 라자의 후속작 퓨처 워커와 그림자 자국에 등장한다. 그림자 자국에서 그는 드래곤레이디, 드래곤의 제 일 후원자 등으로 불린다.

#### 기타
- 뱀파이어 시오네 : 대마법사 핸드레이크의 제자로서 뛰어난 마법 실력을 지닌 흡혈귀. 바이서스 왕국의 멸망을 소망하여, 국왕 암살, 간첩 육성, 반역 원조 등 여러 가지 일에 관여한다.
- 트롤 에델린 : 트롤이지만 핸드레이크의 마법 덕택에 말하는 능력을 가졌으며, 어릴 적부터 인간에 의해 양육되어 인간의 심성과 예절을 갖추고 있다. 공손하고 평화적인 성격을 지닌 트롤 여인. 에델브로이의 프리스티스로, '에델브로이의 치료하는 손'이란 별칭이 붙어 있다.

-신-
- 조화의 유피넬
- 혼돈의 헬카네스
- 엘프와 순결의 그랑엘베르
- 드워프와 불의 카리스누멘
- 호비트와 갈림길의 테페리
- 오크와 복수의 화렌차
- 독수리와 영광의 아샤스
- 까마귀와 질병의 게덴
- 코스모스와 폭풍의 에델브로이
- 고양이와 꿈의 콜리
- 쇠사슬과 자유의 닐림
- 장미와 정의의 오렘
- 대지와 회상의 시무니안
- 바다와 희구의 그림 오세니아
- 검과 파괴의 레티
- 산과 은닉의 일세인
- 오로라와 망각의 이사

### 연결권 서지 정보
| 제목           | 저자   | 출판사   | 출간일     | 페이지 | 판형 | ISBN-10    | ISBN-13       |
| -------------- | ------ | -------- | ---------- | ------ | ---- | ---------- | ------------- |
| 드래곤 라자 1  | 이영도 | 황금가지 | 1998-05-30 | 296    | A5   | 8982730532 | 9788982730535 |
| 드래곤 라자 2  | 이영도 | 황금가지 | 1998-05-30 | 288    | A5   | 8982730540 | 9788982730542 |
| 드래곤 라자 3  | 이영도 | 황금가지 | 1998-05-30 | 290    | A5   | 8982730559 | 9788982730559 |
| 드래곤 라자 4  | 이영도 | 황금가지 | 1998-06-19 | 290    | A5   | 8982730567 | 9788982730566 |
| 드래곤 라자 5  | 이영도 | 황금가지 | 1998-06-19 | 290    | A5   | 8982730575 | 9788982730573 |
| 드래곤 라자 6  | 이영도 | 황금가지 | 1998-06-19 | 304    | A5   | 8982730583 | 9788982730580 |
| 드래곤 라자 7  | 이영도 | 황금가지 | 1998-07-02 | 320    | A5   | 8982730591 | 9788982730597 |
| 드래곤 라자 8  | 이영도 | 황금가지 | 1998-07-02 | 350    | A5   | 8982730605 | 9788982730603 |
| 드래곤 라자 9  | 이영도 | 황금가지 | 1998-07-02 | 350    | A5   | 8982730613 | 9788982730610 |
| 드래곤 라자 10 | 이영도 | 황금가지 | 1998-07-02 | 385    | A5   | 8982730621 | 9788982730627 |
| 드래곤 라자 11 | 이영도 | 황금가지 | 1998-07-02 | 385    | A5   | 898273063X | 9788982730634 |
| 드래곤 라자 12 | 이영도 | 황금가지 | 1998-07-02 | 385    | A5   | 8982730648 | 9788982730641 |

## 게임
- 드래곤라자 -
- 드래곤라자M(모바일게임)

## 만화
- 드래곤 라자

동명의 소설을 손봉규가 만화화했다. 초반 부분은 원작에 충실했으나 점차 스토리가 산으로 가면서 결국 원작과는 전혀 다른 내용의 만화가 되고 말았다.
일반적으로 동명이작(同名異作)으로 취급된다.

## 같이 보기
- 이영도 작품 속의 인공어
- 드래곤 라자 게임